# ロック総統
ロック総統（ロックそうとう）は、日本のパフォーマー、MIYAZAKI SHOCK BOYS代表。元電撃ネットワークのメンバー兼マネージャーで、同メンバーのギュウゾウは、犬神千代吉と同一人物と証言しているが、公式には発表していない。宮崎県延岡市出身。一時期、株式会社ホンダロック（宮崎県）の社員を経て、現在は歴史学習漫画の脚本なども行っているが現在の本業は非公表。「サッカー文化革命家」を自称し、宮崎県を本拠地とする社会人サッカークラブのミネベアミツミFC（旧・ホンダロックSC）のサポーターとしての活動で知られる。

## 略歴
宮崎県立延岡東高等学校出身。電撃ネットワーク在籍時にサッカーのサポーター活動を始める。
1993年、鹿島アントラーズのサポーター集団「IN.FIGHT」に加わり、地方遠征にも積極的に参加していたが、1995年ころから仕事が多忙となったこともあってゴール裏からは遠ざかったが、電撃ネットワークが国外での活動を活発化させたこともあり海外でのサッカー文化と触れ合う事が増えた。。電撃ネットワークの公演のためにイギリスを訪れ、イングランドの下部リーグに所属しているレイトン・オリエントFCにゲストとして招かれた際、同クラブのGMから「昇格を目指すことを目標としない」という理念を教えられ、新たな興味を抱くに至った。
1995年ころからジャパンフットボールリーグの東京ガスサッカー部（後のFC東京）や大塚製薬サッカー部（後の徳島ヴォルティス）といった、下部リーグのサポーターたちと交流を深めた。
1999年、郷里の宮崎に帰省し第79回天皇杯全日本サッカー選手権大会の本田ロック黒潮会（後のホンダロックSC→ミネベアミツミFC）対ベガルタ仙台戦を観戦した際、天皇杯初出場のホンダロックに正式な応援団がおらず、急遽コールリーダーを務めることになった。これを契機にMiyazaki Shock boysを結成し、試合の日に度々に東京から帰省してホンダロックの応援するようになり、旭化成陸上部をはじめ宮崎県内のスポーツを応援することでも知られるようになった。
2001年、東京から宮崎に引っ越しホンダロック（現・ミネベア アクセスソリューションズ）に勤務しながら、名物サポーターとして活動を続けたが、2003年に退社。その後、紆余曲折を経て東京に戻った後も、ホンダロックSCの応援を通じて、サッカーの楽しみは勝ち負けや昇格だけではないことを全国のサッカーファンに知らしめるべく、「Jリーグ原理主義者に鉄槌を下す」ために積極的に活動を行っている。
サポーター活動の他にも、サッカー関連のトークライブへの出演や、インターネットを使った動画配信、ポッドキャストの配信なども行っている。
2014年より本格開始されたポッドキャスト『錦糸町フットボール義勇軍』では、ライト曹長、オットナー参謀長と共に、毎回、時事のサッカーニュースについて取り上げており、配信数は100回を超えている。『錦糸町フットボール義勇軍』の放送を再編集した『KFG蹴球文化論』を2016年5月に1巻、同年12月に2巻と立て続けに出版。『サッカー本大賞2017』において優秀作品賞を受賞した。
2017年4月28日、阿佐ケ谷ロフトAにて行われたサッカーイベント『燃えろJ2党』にてゲスト出演していたJリーグチェアマンの村井満をウレタンパイプで襲撃し、自著である『KFG蹴球文化論』を献本した。

## 人物
キャッチフレーズは「今そこにあるサッカーを愛せ」。
ホンダロックSCのサポーターに限らず、ロック総統の啓蒙活動に共感する者は全国に多く、ロック総統からは「党員」｢同志｣と呼ばれている。党員の中には、ロック総統より特別な称号（ショッカーネーム）を与えられる者もいる。
サポーター活動時には様々なキャラクターへ変装しており、中でも『機動戦士ガンダム』シリーズに登場するシャア・アズナブルのコスチューム姿（白い仮面に赤い衣装）で知られている。これは、総統のイメージに近いキャラクターを探していたところ、ガンダムのギレン・ザビの衣装が総統のイメージに近いと、美術大学の同志に作製を依頼したところ、同志がガンダムを知らず、｢赤いチームを応援するならシャアでしょう｣と勝手に変更され、シャアの衣装ができあがってしまったためである。それ以来、ロック総統はシャアのコスチューム姿を正装と位置付け、素性に関しては「世を忍ぶ仮の姿」として公の場には出さなくなった。
近年は、学生運動をイメージさせるヘルメットを着用し｢ロック委員長｣と名乗っていることが多い。その際は鉄パイプに似せたウレタン製のパイプを振り回し『プロレタリアの鉄槌』を下している。
ホンダロックSCが不甲斐ない試合をした際には、選手の尻に『ケツパイプ』を振るうことがある。
シャア風のコスプレをしなくなったことについては、シャア風のヘルメットが傷んできたことやサンライズへの配慮とも言われているが本当のところは不明。
錦糸町フットボール義勇軍の放送やイベントに協力してくれたゲストやスタッフ、義勇軍ネームと階級を付けることが恒例となっているが、その場の思いつきで適当に付けるため、自身が忘れていることも多い。元日本代表で現ガイナーレ鳥取GMの岡野雅行には「江田島軍曹」と命名した。

## 活動

### トークライブ
- 東京偉蹴Fan TV
- 燃えろ！J2党
- 錦糸町フットボール義勇軍 単独トークライブ

### ポッドキャスト
- ロック総統とライト曹長の「革命！錦糸町フットボール義勇軍」

### 著書
- 『KFG蹴球文化論（壱）～革命蜂起編～』（錦糸町フットボール義勇軍名義）
- 『KFG蹴球文化論（弐）～革命奮起編～』（錦糸町フットボール義勇軍名義）